# Ancyloptila lactoides
Ancyloptila lactoides är en fjärilsart som beskrevs av Arnold Pagenstecher 1886. Ancyloptila lactoides ingår i släktet Ancyloptila och familjen Crambidae. Inga underarter finns listade i Catalogue of Life.